# Kamila Špráchalová
Kamila Špráchalová (* 5. září 1971, Praha, Československo) je česká filmová a divadelní herečka, dabérka a publicistka.

## Životopis
Je třetí dcerou stavebního inženýra Pavla Špráchala a ekonomky Ivany Špráchalové. Právě ta své dcery Kateřinu, Kláru i nejmladší Kamilu přivedla k divadlu , protože sama statovala na jevišti Divadla na Vinohradech. Poprvé tak Kamila stála na této scéně ve čtyřech letech ve hře Nora. V dětství se pak přihlásila do dramatického kroužku.
Vystudovala hudebně-dramatické oddělení Státní konzervatoře v Praze, kde získala titul DiS. Během studia hostovala v Divadle na Vinohradech, v Semaforu a v Divadle ABC, kde již v pátém ročníku získala trvalé angažmá. Po sedmnácti sezonách v divadle odešla a následně působí na volné noze.
Na přelomu 80. a 90. začala spolupracovat s televizí a od té doby se objevuje ve velkých i malých rolích. Zahrála si ve filmech, pohádkách, seriálech i v televizním pořadu O poklad Anežky České. Hrála v seriálu Pojišťovna štěstí, kde si ztvárnila postavu Kateřiny Smutné-Povolné a v seriálu Cesty domů Kateřinu Průchovou.
V posledních letech se věnuje také literární činnosti, publikuje fejetony v mnoha periodikách a často čte na veřejných vystoupeních, např. Noc literatury apod.
Od počátku 90. let se věnovala dabingu. Svůj hlas propůjčila zejména herečkám Cameron Diaz, Rachel Weiszové, Nicole Kidmanové a mnoha dalším.
Jejím životním partnerem je režisér Jan Pecha (* 1971), mají spolu dva syny, Kryštofa a Františka Kvida.

## Filmografie

### Herecká filmografie
- 1977 - TV seriál Nemocnice na kraji města
- 1977 – TV seriál Žena za pultem
- 1988 – TV film Černovláska (Černovláska)
- 1988 – TV film Nanečisto
- 1990 – TV film Třináctery hodiny
- 1991 – TV divadelní záznam Kdyby tisíc klarinetů (divadelní záznam)
- 1991 – TV film Lhát se nemá, princezno! (princezna Hortenzie)
- 1991 – TV film O třech stříbrných hřebenech (princezna Hedvika)
- 1991 – TV film Ztracená dcera z Frýdlantu hradu
- 1992 – TV film Jánošova kouzelná flétnička (Esterka)
- 1992 – TV film Růžový květ (Renata)
- 1993 – TV film Kryštof a Kristina (princezna Kristina)
- 1993 – TV film Hora jménem Andělská (dívka)
- 1994 – TV film Obrazy ze života Jana Nerudy
- 1994 – TV seriál Laskavý divák promine (Otýlie)
- 1996 – TV seriál Draculův švagr – díl Doktor Damián (dívka učitele)
- 1996 – TV film Dědo, čaruj (princezna)
- 1996 – TV seriál Lékárníkových holka (Bety)
- 1997 – TV film Širák
- 1997 – TV film Ptačí král (třetí sestra)
- 1997 – TV film Princezna za tři koruny (princezna Pavlína)
- 2001 – TV seriál Pohádky z lesa (divoženka)
- 2002 – TV film Chlípník (Jindřiška Bendová)
- 2002 – TV film Nevěsta s velkýma nohama (uherská princezna Berta)
- 2004–2010 – TV seriál Pojišťovna štěstí (Kateřina Smutná-Povolná)
- 2006 – TV seriál Ordinace v růžové zahradě – díl Láska na druhý pohled (operní pěvkyně Sušená)
- 2006 – TV film Boží pole s. r. o. (letuška Růžena)
- 2008 – TV seriál Kriminálka Anděl – díl Staré vraždy (tisková mluvčí kriminální policie)
- 2010 –2015 TV seriál Cesty domů (Kateřina Průchová)
- 2015 – Láska za milion

### Dokumentární
- Žofín, ostrov vzpomínek a snů

### TV pořady
- 1999 – O poklad Anežky České – díl Zámek Frýdlant
- 1997 – Bakaláři 1997
- 2003 – Nikdo není dokonalý
- 2008 – Benefice Lubomíra Lipského
- 2010 – Snídaně s Novou
- 2011 – VIP Zprávy
- 2011 – VIP Prostřeno
- 2011 – Splněná přání - Srdce pro děti
- 2011 – Bubo bubo
- 2012 – Srdce pro děti
- 2014 – Sama doma
- 2015 – Sejdeme se na Cibulce
- 2015 – Hobby naši doby
- 2024 - Kriminálka Anděl

### Dabing
- 1997–2000 - TV seriál Star Trek: Nová generace  – konec 5. série – 7. série – Marina Sirtisová (Deanna Troi)
- 1995–2000 – TV seriál Nemocnice Chicago Hope – Jayne Brook (Diane Grad)
- 1995–2000 - TV seriál Melrose Place – Josie Bissett (Jane Andrews Mancini)
- 1994–1995 - TV seriál Báječná léta – Olivia d'Abo (Karen Arnold)
- 199× – TV film V měsíčním svitu – Reese Witherspoonová (Dani Trant)
- 199× – TV film Srdce má oči – Gina Phillips (Lindsay Kurtz)
- 199× – TV film Papoušek Paulie – Laura Harrington (Lila Alweather)
- 199× – TV film Nádherný holky – Uma Thurman (Andera)
- 199× – TV film Nadějné vyhlídky – Valerie Hobson (Estella)
- 199× – TV film Muž se železnou maskou – Judith Godrèche (Christine)
- 1999-2003 – TV seriál Báječní a bohatí – Katherine Kelly Lang (Brooke Logan)
- 199× – TV film Lháři – Gia Carides (Julie Ames)
- 199× – TV film Kouzelný meč - Cesta na Camelot – Jessalyn Gilsig (Kayley)
- 199× – TV film Jezdci purpurových stepí – Robin Tunney (Elizabeth Erne)
- 199× – TV film Flákači – Claire Forlani (Brandi)
- 199× – TV film Eliášův oheň – Ally Sheedy (Leslie Hunter)
- 199× – TV film Batman a Robin – Alicia Silverstone (Barbara Wilson)
- 199× – TV film Batman & Mr. Freeze: Supernula – Mary Kay Bergman (Barbara Gordon)
- 199× – TV film Robinson Crusoe – Polly Walker (Mary McGregor)
- 1993–1999 – TV seriál Krok za krokem – Angela Watsonová (Karen Foster)
- 1993 – TV film Zkouška lásky – Tina Arhondis (Annie O'Farrell)
- 1993 – TV film Míle od domova – Helen Hunt (Jennifer)
- 1993 – TV film Maska – Kelly Jo Minter (Lorrie)
- 1994 – TV film Mona Lisa – Zoë Nathenson (Jeannie)
- 1994 – TV film Hotel New Hampshire – Jennifer Dundas (Lilly)
- 1995 – TV film Všechna jitra světa – Carole Richert (Toinette)
- 1995 – TV film Hádej, kdo přijde na večeři – Alexandra Hay (servírka v drive-in restauraci) / Barbara Randolph (Dorothy) / Grace Gaynor (Judith)
- 1995 – TV film Americké graffiti – Candy Clark (Debbie)
- 1996 – TV film Robin Hood: Král zbojníků – Mary Elizabeth Mastrantonio (Marian Dubois)
- 1996 – TV film Přísně tajné! – Lucy Gutteridge (Hillary Flammond)
- 1996 – TV film Pes Baskervillský – Marla Landi (Cecile)
- 1996 – TV film Panu učiteli s láskou – Judy Geeson (Pamela Dare)
- 1996 – TV film Pán světa – Mary Webster (Dorothy Prudent)
- 1996 – TV film Můj táta je duch – Kimberly Russell (Diane Hopper)
- 1996 – TV film Mladí muži za pultem – Lisa Spoonhauer (Caitlin Bree)
- 1996 – TV film Biloxi Blues – Penelope Ann Miller (Daisy)
- 1997 – TV film Zločin v expresu – Catherine Allégret (Bambi Bombat)
- 1997 – TV film Večernice – Juliette Lewis (Melanie Horton)
- 1997 – TV film Povídky ze záhrobí: Upíří nevěstinec – Erika Eleniak (Katherine Verdoux)
- 1997 – TV film Bohatí láskou – Kathryn Erbe (Lucille Odom)
- 1998 – TV seriál Tenká modrá linie – 2.řada – Mina Anwar (Maggie Habib)
- 1998 – TV film Všichni starostovi muži – Connie Britton (Nikki Faber)
- 1998 – TV film Pravda a lež – Kim Dickens (Addy Monroe)
- 1998 – TV film Poslední smích – Annabeth Gish (Paulie)
- 1998 – TV film Město šílenců – Mia Kirshner (Laurie)
- 1998 – TV film Lepší zítřek 3 – Anita Mui (Chow Ying-Kit)
- 1998 – TV film Láska a jiné katastrofy – Alice Garner (Alice)
- 1998 – TV film Inkognito – Irène Jacob (Marieke van den Broeck)
- 1998 – TV film Atentát – Jill Henessy (Victoria Constantini)
- 1998 – TV film 48 hodin – Annette O'Toole (Elaine)
- 1999 – TV film Vše pro lásku – Anna Friel (Flora Gilchrist)
- 1999 – TV film Smrt na Nilu – Jane Birkin (Louise Bourget)
- 1999 – TV film Poloviční šance – Vanessa Paradis (Alice Tomaso)
- 1999 – TV film Osudová sázka – Rosanna Arquette (Wendy Balsam)
- 1999 – TV film Nebezpečné hry – Denise Richards (Kelly Van Ryan)
- 1999 – TV film Merlin – Helena Bonham Carter (Morgan Le Fay)
- 1999 – TV film Ložnice a kuloáry – Jennifer Ehle (Sally)
- 1999 – TV film Kult hákového kříže – Jennifer Lien (Davina Vinyard)
- 1999 – TV film Krokodýl Dundee 2 – Linda Kozlowski (Sue Charlton)
- 1999 – TV film Krokodýl Dundee – Linda Kozlowski (Sue Charlton)
- 1999 – TV film Jen pro tvé oči – Carole Bouquet (Melina Havelock)
- 1999 – TV film Hráči – Gretchen Mol (Jo)
- 1999 – TV film Halloween: H20 – Jodi Lyn O'Keefe (Sarah Wainthrope)
- 1999 – TV film Černý čtvrtek – Pavlína Pořízková (Dallas)
- 1999 – TV film Big Hit – Christina Applegate (Pam Shulman (Pam Shulman
- 1999 – TV film Bídníci – Claire Danes (Cosette)
- 200× – TV seriál Chirurgové – Ellen Pompeo (Meredith Grey)
- 200× – TV film Srdce k pronajmutí – Roma Downey (Kathleen Russell)
- 200× – TV film Shrek – Cameron Diaz (princezna Fiona)
- 200× – TV film Rošády lásky – Saffron Burrows (Zoey)
- 200× – TV film Něco na té Mary je – Cameron Diaz (Mary Jensen)
- 200× – TV film Muž jiné ženy – Lisa Rinna (Laurel McArthur)
- 200× – TV film Mambo – Keri Russell (Lucy McLoughlin)
- 200× – TV film Jsem do ní blázen – Ophélie Winter (Lisa)
- 200× – TV film Ďáblova čísla – Rachel Roddy (Esther)
- 200× – TV film Batman se vrací – Michelle Pfeifferová (Kočičí žena)
- 2000–2001 – TV seriál Barvy lásky – Catherine Correia (Aurora Pabuena)
- 2000 – TV film Třinácté patro – Gretchen Mol (Jane Fuller)
- 2000 – TV film Tajemství Sahary – Andie MacDowell (Anthea)
- 2000 – TV film Schůzka se smrtí – Jenny Seagrove (Sarah King)
- 2000 – TV film Rio Lobo – Susana Dosamantes (María Carmen)
- 2000 – TV film Rabín, kněz a krásná blondýna – Rena Sofer (Rachel Rose)
- 2000 – TV film Náhodné setkání – Ariana Thomas (Shyla Mumford)
- 2000 – TV film Mumie – Rachel Weisz (Evelyn Carnahan)
- 2000 – TV film Maska – Cameron Diaz (Tina Carlyle)
- 2000 – TV film Kluci nepláčou – Chloë Sevigny (Lana Tisdel)
- 2000 – TV film Dokonalá bouře – Diane Lane (Christina Cotter)
- 2000 – TV film Divoké kočky – Tyra Banks (Zoe)
- 2000 – TV film Deuce Bigalow: Dobrej striptér – Deborah Lemen (Carol)
- 2000 – TV film Čekání na smrt – Jennifer Connelly (Sarah Williams)
- 2000 – TV film Bláznivý příběh Robina Hooda – Amy Yasbeck (Marian)
- 2000 – TV film Beránek s pěti nohama – Françoise Arnoul (Marianne Durand-Perrin)
- 2001 – TV film Všichni starostovi muži – Connie Britton (Nikki Faber)
- 2001 – TV film Vřískot 3 – Parker Posey (Jennifer Jolie)
- 2001 – TV film Velmi nebezpečné známosti 2 – Sarah Thompson (Danielle Sherman)
- 2001 – TV film Špióni jako my – Donna Dixon (Karen Boyer)
- 2001 – TV film Norimberský proces – Jill Hennessy (Elsie Douglas)
- 2001 – TV film Náhradníci – Brooke Langton (Annabelle Farrell)
- 2001 – TV film Nadine – Kim Basinger (Nadine Hightower)
- 2001 – TV film Mumie se vrací – Rachel Weisz (Evelyn Carnahan O'Connell)
- 2001 – TV film Maverick – Jodie Foster (Annabelle Bransford)
- 2001 – TV film Ivanhoe – Lysette Anthony (Lady Rowena)
- 2001 – TV film Bestián: Kupředu, zpátky jen krok! – Miranda Richardson (Lady Elizabeth / královna Alžběta)
- 2001 – TV film Basil – Rachel Pickup (Clara Fairfax)
- 2002 – TV film Zlatá číše – Kate Beckinsale (Maggie Verver)
- 2002 – TV film Vatel – Uma Thurman (Anne de Montausier)
- 2002 – TV film Star Trek IV: Cesta domů – Robin Curtis (Saavik)
- 2002 – TV film Star Trek III: Pátrání po Spockovi – Robin Curtis (Saavik)
- 2002 – TV film Star Trek II: Khanův hněv – Kirstie Alleyová (Saavik)
- 2002 – TV film Muž z Laramie – Cathy O'Donnell (Barbara Waggoman)
- 2002 – TV film Moulin Rouge – Nicole Kidman (Satine)
- 2002 – TV film Maléry paní Margaret – Parker Posey (Margaret Nathan)
- 2002 – TV film Jeho a její – Cynthia Watros (Pam)
- 2003 – TV film Tři mušketýři – Danielle Godet (Constance Bonacieux)
- 2003 – TV film Terminátor 3: Vzpoura strojů – Claire Danes (Kate Brewster)
- 2003 – TV film Star Trek: První kontakt – Marina Sirtis (Deanna Troi)
- 2003 – TV film Star Trek: Nemesis – Marina Sirtis (Deanna Troi)
- 2003 – TV film Poslední večeře – Cameron Diaz (Jude)
- 2003 – TV film Pobřežní hlídka: Havajská noc – Carmen Electra (Lani)
- 2003 – TV film Moderní romance – Kathryn Harrold (Mary Harvard)
- 2003 – TV film Hlídači času – Toni Collette (Iris Chapman)
- 2003 – TV film Dům za všechny peníze – Shelley Long (Anna Fielding)
- 2004 – TV film Torque: Ohnivá kola – Monet Mazur (Shane)
- 2004 – TV film Shrek 2 – Cameron Diaz (princezna Fiona)
- 2004 – TV film Osudový dotek – Amy Smart (Kayleigh)
- 2004 – TV film Mumie se vrací – Rachel Weisz (Evelyn Carnahan O'Connell)
- 2004 – TV film Mumie – Rachel Weisz (Evelyn Carnahan)
- 2004 – TV film Legenda o Mulan 2 – Lucy Liu (Mei)
- 2004 – TV film Když do deště se dá – Lee Remick (Georgette Thomas)
- 2004 – TV film Charlieho andílci – Cameron Diaz (Natalie Cook)
- 2004 – TV film Bezcitní lidé – Helen Slaterc (Sandy Kessler)
- 2004 – TV film Bambi – Paula Winslowe (matka Bambiho)
- 2005 – TV film Vrána 4: Pekelný kněz – Emmanuelle Chriqui (Lilly)
- 2005 – TV film Vánoce naruby – Felicity Huffmanová (Merry)
- 2005 – TV film Tlumočnice – Nicole Kidman (Silvia Broome)
- 2006 – TV film Zákon ulice – Mimi Rogersc (Alison Parker)
- 2006 – TV film To já ne, to on – Danielle Minazzoli (Charlotte Renard)
- 2006 – TV film Superman III – Annette O'Toole (Lana Lang)
- 2006 – TV film Prime – Uma Thurman (Rafi Gardet)
- 2006 – TV film Nebožtíci přejí lásce – Juliet Millsc (Pamela Piggott)
- 2006 – TV film Její případ – Charlize Theron (Josey Aimes)
- 2006 – TV film Honba za klenotem Nilu – Kathleen Turner (Joan Wilder)
- 2006 – TV film Honba za diamantem – Kathleen Turner (Joan Wilder)
- 2006 – TV film Filmový hrdina – Dina Meyer (Elizabeth Orlando)
- 2006 – TV film Červená řeka – Joanne Dru (Tess Millay)
- 2006 – TV film Cizinci ve vlaku – Kasey Rogers (Miriam Joyce Haines)
- 2006 – TV film Bambi 2 – Carolyn Hennesy (Bambiho matka)
- 2006 – TV film Au Pair II aneb Pohádka pokračuje – Rachel York (Cassandra Hausen)
- 2007-2010 – TV seriál Útěk z vězení – 1.- 4. řada – Sarah Wayne Callies (Sara Tancredi)
- 2007 – TV seriál Star Trek: Enterprise – 4.řada – Marina Sirtis (Deanna Troi)
- 2007 – TV film Shrekoleda – Cameron Diaz (princezna Fiona)
- 2007 – TV film Shrek Třetí – Cameron Diaz (princezna Fiona)
- 2007 – TV film S.W.A.T. – Jednotka rychlého nasazení – Ashley Scott (Lara)
- 2007 – TV film Pistolník – Helen Westcott (Peggy Walsh)
- 2007 – TV film Píseň lásky samotářky – Deborah Kara Unger (Georgianna)
- 2007 – TV film Pee-Weeho velké dobrodružství – Elizabeth Daily (Dottie)
- 2007 – TV film Lavina – Jessica Brooks (Callie)
- 2007 – TV film Casanova – Sienna Miller (Francesca Bruni)
- 2008 – TV seriál Plastická chirurgie s. r. o. – 4.série – Sanaa Lathan (Michelle Landau)
- 2008-2012 – TV seriál Chuck – 1.- 5. série – Sarah Lancaster (Ellie Bartowski)
- 2008 – TV film Zábavný společník – Ellen Pompeo (Phoebe Elgin)
- 2008 – TV film Santa má bráchu – Rachel Weisz (Wanda)
- 2008 – TV film Pan a paní Smithovi – Carole Lombard (Ann Krausheimer Smith)
- 2008 – TV film Lady Chatterley – Marina Hands (Constance)
- 2008 – TV film Inspektor Popleta – Dominique Lavanant (Marie-Anne Prossant)
- 2008 – TV film Impromptu – Bernadette Peters (Marie d'Agoult)
- 2008 – TV film 27 šatů – Katherine Heiglová (Jane)
- 2009 – TV seriál Pobřežní lýtka – Kimberly Oja (Kimberlee Clark)
- 2009-2013 – TV seriál Mentalista – 1.- 5. řada – Amanda Righetti (Grace Van Pelt)
- 2009 – TV film Zná ji jako svý boty – Cameron Diaz (Maggie)
- 2009 – TV film Yes Man – Zooey Deschanel (Allison)
- 2009 – TV film Třinácté patro – Gretchen Mol(Jane Fuller)
- 2009 – TV film Tornádo nad New Yorkem – Nicole de Boer (Cassie Lawrence)
- 2009 – TV film Stepfordské paničky – Katharine Ross (Joanna Eberhart)
- 2009 – TV film Smrtící nenávist 3 – Marina Sirtis (Gretchen)
- 2009 – TV film Panika v ulicích – Barbara Bel Geddes (Nancy Reed)
- 2009 – TV film Návštěvní hodiny – Linda Purl (Sheila Munroe)
- 2009 – TV film Baletní střevíčky – Emilia Fox (Sylvia Brown)
- 2010 – TV film Zatím spolu, zatím živi – Cameron Diaz (June Havens)
- 2010 – TV film Varovný signál – Kathleen Quinlan (Joanie Morse)
- 2010 – TV film V měsíčním svitu – Tess Harper (Abigail Trant)
- 2010 – TV film Televizní hrátky – Judy Greer (Alice)
- 2010 – TV film Střihoruký Edward – Dianne Wiest (Peg)
- 2010 – TV film Příběh z Los Angeles – Victoria Tennant (Sara McDowel)
- 2010 – TV film Obrázky Hollis Woodsové – Julie Ann Emery (Izzy Regan)
- 2010 – TV film Lovec lidí – Joan Allen (Reba McClane)
- 2010 – TV film Icarus – Stefanie von Pfetten (Joey)
- 2010 – TV film Bratři Bloomovi – Rachel Weisz (Penelope)
- 2011 – TV film Vražedné odhalení – (Rae Butler)
- 2011 – TV film Velký skok – Valarie Pettiford (teta Geneva)
- 2011 – TV film Odpolední směna – Christine Lahti (Hazel)
- 2011 – TV film Mejdan v Las Vegas – Cameron Diaz (Joy McNally)
- 2012 – TV film Znovu a jinak – Charlize Theron (Mavis Gary)
- 2012 – TV film Temný rytíř povstal – Marion Cotillard (Miranda)
- 2012 – TV film Slečna nebezpečná – Katherine Heiglová (Stephanie Plum)
- 2012 – TV film Modelka – Leslie Brooks (Maurine Martin)
- 2012 – TV film Milosrdné lži – Marion Cotillard (Marie)
- 2012 – TV film Líbánky bez ženicha – Cameron Diaz (Freddie)
- 2012 – TV film Bourneův odkaz – Rachel Weisz (Marta Shearing)
- 2013 – TV minisérie Rodinná sága – Sonia Bergamasco (Laura Rengoni)
- 2013 – TV film Tváře v davu – Sarah Wayne Callies (Francine)
- 2013 – TV film Nic k proclení – [dabing ČT] – Nadège Beausson-Diagne (Nadia Bakari)

### Rozhlas
- Český rozhlas Vltava
  - Vlídné vraždící dámy aneb Jemná ženská ruka
  - 1999 – Leonardo da Vinci (Lucrezia Crivelli)
  - 2000 – Já, Claudius (Messalina, Claudiova žena)
  - 2000 – Studna osamění (Anděla Crosbyová)
  - 2007 – Éric-Emmanuel Schmitt: Oskar a růžová paní (matka Peggy Blue)

## Divadlo

### Vybrané divadelní role
- Manon Lescaut (absolventské představení)
- Městská divadla pražská (Divadlo ABC)
  - 1991 – Jak je důležité míti Filipa (Cecilie Cardewová)[2]
  - 1992 – Král jelenem (Clarice)[3]
  - 1992 – Vražda na faře (Leticie Portherová)[4]
  - 1993 – 1 + 1 = 3 (Barbara Brownová)[5]
  - 1994 – Pěna dní[6]
  - 1994 – Přišel na večeři (Sára)[7]
  - 1994 – Jak jsem vyhrál válku (3.holka; Arab; Italka; něm. "dítě")[8]
  - 1994 – Vždy s úsměvem Optimistická revue - pocta Janu Werichovi k devadesátinám[9]
  - 1995–2000 – D'Artagnan (Paní Bonacieux)
  - 1995 – Frank Pátý (Franziska, dcera Franka Pátého)[10]
  - 1995–1997 – Funny Girl (Bublina / Mimsey)[11]
  - 1995–2001 – Harold a Maude (Silvie, Nancy, Viola)[12]
  - 1996–1998 – Dámská jízda (Sylvie)[13]
  - 1996–2008 – Charleyova teta (Kitty Verdunová)[14]
  - 1996–1999 – Cikánský baron aneb... (Arsena)[15]
  - 1997–2000 – D'Artagnanova dcera (Eloise)[16]
  - 1998–2010 – Ideální manžel (Mabel Chilternová, sestra Sira Roberta Chilterna,1. náměstka)[17]
  - 2000–2002 – Tak bacha, hochu aneb Slaměný vdovec (Dívka, Dívčin vnitřní hlas)[18]
  - 2000–2004 – Slaměný klobouk (Virgínie)[19]
  - 2001 – Mrtvé duše (Lízinka Manilovová, žena statkáře Manilova)[20]
  - 2001–2004 – Bez obřadu (Patricia)[21]
  - 2002–2004 – Pygmalion (Slečna Eynsford-Hillová)[22]
  - 2002–2006 – Jeptišky (Marie Amnézie)[23]
  - 2004 – Frederick (Preciézka, druhá herečka) – vystupovala v alternaci s Kateřinou Petrovou[24]
  - 2005–2010 – Úžasná svatba (Julie)[25]
  - 2006–2007 – Poprask na laguně (Paní Libera)[26]
  - 2006–2007 – Arthurovo Bolero (Monika)[27]
  - 2006 – České Vánoce (Manča)[28]
  - 2006–2008 – U nás v Kocourkově (Lili, cirkusová umělkyně)[29]
  - 2007–2011 – Šakalí léta (hodně zralá pionýrka / vzorná pionýrka)[30]
  - 2007 – České Vánoce (Manča) – roli později převzala Kateřina Lojdová[31][32]
  - 2008 – Dobře rozehraná partie (nová hospodyně) – vystupovala v alternaci s Kateřinou Veckerovou, později z divadla odešla[33]
- Divadlo Labyrint
  - 1994 – Škola základ života muzikálová freska ze života študáků a kantorů (Anda Pařízková)[34]
- Divadlo v Dlouhé
  - 1996 – Škola základ života (Anda Pařízková)[35]
- Městská divadla pražská (Divadlo Rokoko)
  - 2006 – Lakomá Barka (Starostová, Žofie) – vystupuje v alternaci s Janou Jiskrovou a Evellyn Pacolákovou, později z divadla odešla[36][37]
- Divadlo Palace
  - Od 2003 – A do pyžam! (Jacqueline) – vystupuje v alternaci s Kateřinou Brožovou a Martinou Válkovou[38]
  - Od 2005 – Velká zebra aneb Jakže se to jmenujete? (Sabine)
- Divadlo U Hasičů
  - 2007 – Chudák manžel (Anděla) – vystupovala v alternaci s Miluší Bittnerovou[39]
  - 2008 – Blázinec v prvním poschodí
- Branické divadlo
  - 2010 – Dezertér z Volšan
- Lyra Pragensis
  - 2002 – Tři legendy o krucifixu[40]
- Divadelní společnost Háta
  - Od 2014 – Do ložnice vstupujte jednotlivě! – vystupuje v alternaci s Mahulenou Bočanovou